# Savit Mahiljow
Savit Mahiljow (Wit-Russisch: «Савіт» Магілёў) was een Wit-Russisch voetbalclub uit Mahiljow.
De club werd in 1959 opgericht, in de SSR Wit-Rusland, als Metallurg Mogiljov en behalve van 1962-1963 toen de club als Kirowiec Mogiljov speelde, behield de club deze naam tot 1979. In 1979 werd de club herbenoemd tot Torpedo Mogiljov, in 1992 na de onafhankelijkheid van Wit-Rusland in Torpedo Mahiljow en in 1996 volgde een naamswijziging tot Torpedo-Kadino Mahiljow. In 2005 trok deze club zich terug uit de competitie (tweede divisie). 
Een nieuwe club werd opgericht onder de naam Savit. In het seizoen 2008 keerde Savit voor het eerst sinds 2000, voor één seizoen, terug in de Opperste liga. Na de degradatie werd de club in 2009 opgeheven.

## Erelijst
Kampioen SSR Wit-Rusland in 1982 (als Torpedo Mogiljov)